# Indie na Letních olympijských hrách 1900
Indie se účastnila Letní olympiády 1900 ve francouzské Paříži. Zastupoval ji jediný sportovec v 1 sportu.

## Medailisté
| Medaile | Jméno            | Sport    | Soutěž                     |
| ------- | ---------------- | -------- | -------------------------- |
| Stříbro | Norman Pritchard | Atletika | Muži běh na 200 m          |
| Stříbro | Norman Pritchard | Atletika | Muži běh na 200 m překážek |